# マーク・ロバートソン (サッカー選手)
マーク・ウィリアム・ロバートソン（英語: Mark William Robertson、1977年4月6日 - ）は、オーストラリアの元サッカー選手。元オーストラリア代表。ポジションはMF。

## クラブ歴
1993年にイースタン・サバーブズFCで選手となった。その後、スタンモア・ホークスFC、マルコーニ・スタリオンズFCに在籍した。
1997年にフットボールリーグ1のバーンリーFCに移籍。
1999年にウロンゴン・ウルブスFCに移籍しオーストラリアに復帰したが、翌年にフットボールリーグ1のスウィンドン・タウンFCに移籍し再びイングランドに戻った。
2001年にダンディーFCに移籍すると、2003年にセント・ジョンストンFC、翌年にストックポート・カウンティFCに移籍した。
2006年にAリーグのパース・グローリーFCに加入。翌年にネムゼティ・バイノクシャーグIのFCショプロンに移籍。しかし12月には負傷したアダム・ケイシーの代わりとして再びAリーグのシドニーFCに移籍した。2008年にシドニー・ユナイテッド58 FCに加入し翌年引退した。

## 代表歴
2001年8月15日に行われた日本代表との親善試合に前半の45分間、オーストラリア代表として出場した。

## 個人
父のアレックス・ロバートソンも、元オーストラリア代表のサッカー選手。息子もアレックス・ロバートソンでサッカー選手。妻はペルー人。